# Єзежиці-Косьцельні
Єзежиці-Косьцельні (пол. Jezierzyce Kościelne) — село в Польщі, у гміні Влошаковиці Лещинського повіту Великопольського воєводства.
Населення — 540 осіб (2011).
У 1975-1998 роках село належало до Лешненського воєводства.

## Демографія
Демографічна структура станом на 31 березня 2011 року:
|          | Загалом | Допрацездатний вік | Працездатний вік | Постпрацездатний вік |
| -------- | ------- | ------------------ | ---------------- | -------------------- |
| Чоловіки | 251     | 59                 | 176              | 16                   |
| Жінки    | 289     | 71                 | 175              | 43                   |
| Разом    | 540     | 130                | 351              | 59                   |